# 909 Улла
909 Улла (909 Ulla) — астероїд головного поясу, відкритий 7 лютого 1919 року.
Тіссеранів параметр щодо Юпітера — 3,025.